# وللزبورن
وللزبورن (به انگلیسی: Wellesbourne) یک روستا در بریتانیا است که در Wellesbourne and Walton واقع شده‌است. وللزبورن ۵٬۸۴۹ نفر جمعیت دارد.